# Maria Rutkiewicz

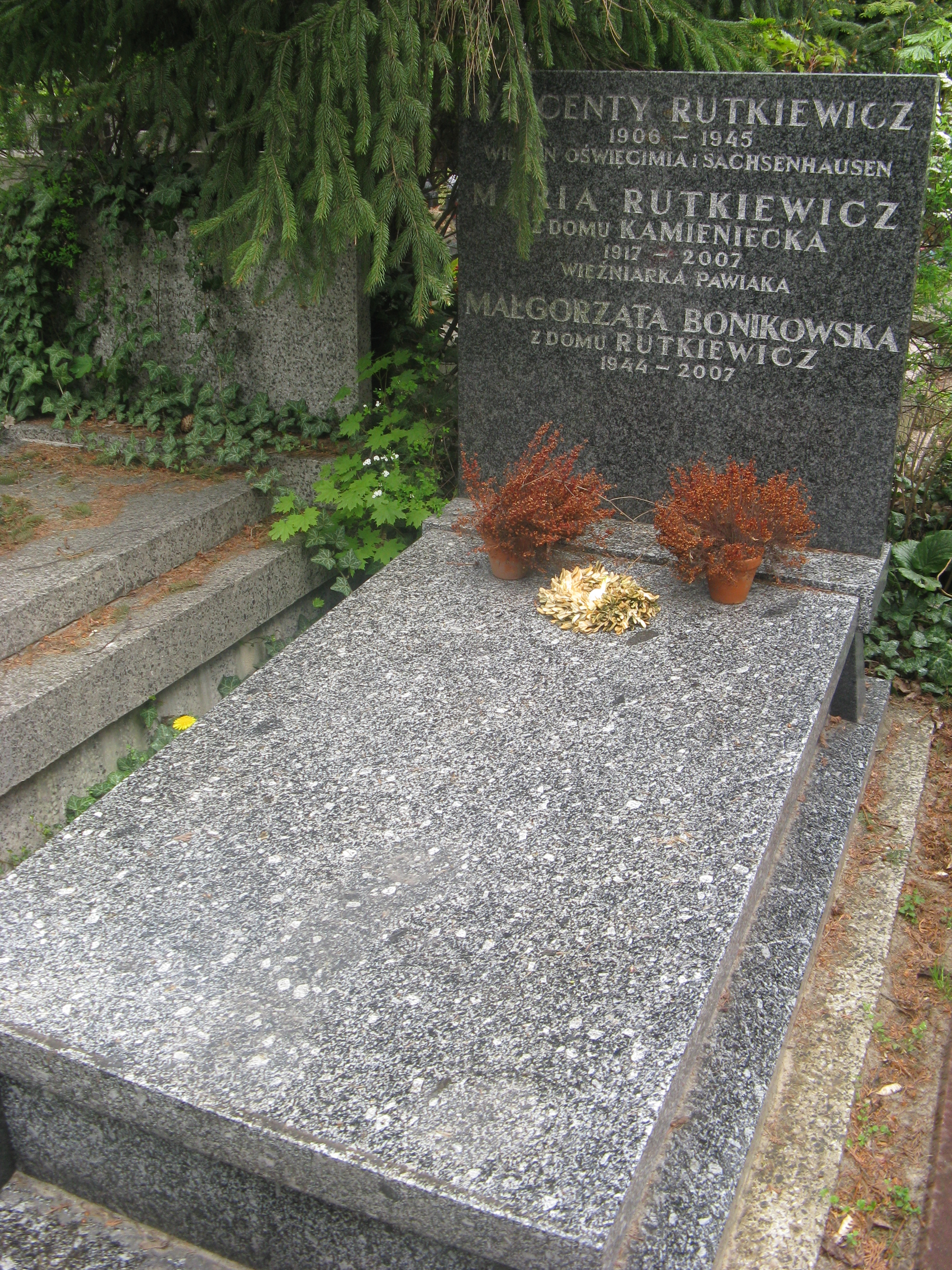
Grób Marii Rutkiewicz na cmentarzu Wojskowym na Powązkach w Warszawie

Maria Rutkiewicz, także: Rutkiewiczowa, Rutkiewicz-Starewicz, ps. „Górska” (ur. 22 lipca 1917 w Brześciu, zm. 27 czerwca 2007) – działaczka komunistyczna, członkini Grupy Inicjatywnej PPR, radiotelegrafistka, funkcjonariusz partyjny.

## Życiorys
Była córką Mieczysława i Teresy Kamienieckich. Od 13 roku życia należała do nielegalnej organizacji szkolnej ZMS, w ramach której zasiadła w zarządzie głównym. W 1931 wstąpiła do KZMP, z ramienia której prowadziła pracę wychowawczą dzieci i młodzieży w Pionierze i ZMS. W latach 1936–1938 była członkiem KPP.
Po klęsce wrześniowej 1939 wraz z grupą warszawskich komunistów przeniosła się do Białegostoku, gdzie pracowała na kolei. Po ataku Niemiec na ZSRR wyjechała na wschód i trafiła do Nowosybirska, gdzie podjęła pracę w kolejarskiej bibliotece. Starając się u tamtejszych władz partyjnych o powrót za ziemie polskie została skierowana do Moskwy. W 1941 przeszkolona w ZSRR, weszła w skład Grupy Inicjatywnej PPR w miejsce zmarłego pod koniec września 1941 Jana Turlejskiego. Objęła funkcję radiotelegrafistki. W nocy z 27 na 28 grudnia 1941 zrzucona na spadochronie na okupowanych przez Niemców ziemiach polskich koło wsi Wiązowna pod Warszawą (podczas lądowania zagubieniu uległa zrzucona na osobnym spadochronie stacja radiowa nadawczo-odbiorcza grupy). Była organizatorką łączności radiowej Polskiej Partii Robotniczej, utworzonej w styczniu 1942. W 1943 wyszła za mąż za Wincentego Rutkiewicza, z którym pozostawała w związku od 1938. 14 września 1943 będąc w ciąży została aresztowana i po torturach uwięziona na oddziale kobiecym Pawiaka, „Serbii”, otrzymując wyrok śmierci. W więzieniu urodziła bliźnięta Małgorzatę i Jana, późniejszego urbanistę i burmistrza dzielnicy Warszawa-Śródmieście. Zwolniona 31 lipca 1944.
Po wojnie i śmierci męża wyszła za mąż za Artura Starewicza. We wrześniu 1948 została kierowniczką Biura Sekretariatu Komitetu Centralnego PPR (później PZPR); zajmowała to stanowisko do 23 grudnia 1949. Następnie była sekretarzem Zarządu Głównego ZMP, a od 20 lutego 1951 pełniła funkcję starszego instruktora Wydziału Kadr KC PZPR. 1952–1953 kierowała Państwowym Wydawnictwem „Iskry”. W latach 1953–1955 pracowała w Instytucie Nauk Społecznych przy KC PZPR. W 1956 była redaktorem „Gromady – Rolnika Polskiego”. Później starszym instruktorem w sekretariacie sekretarza KC Jerzego Albrechta, a od 1957 sekretarzem Prezydium Centralnego Zespołu do Walki o Oczyszczenie Szeregów Partyjnych.
Była autorką haseł w Słowniku biograficznym działaczy polskiego ruchu robotniczego.
Pochowana na cmentarzu Wojskowym na Powązkach (kwatera C33-6-12).

## Odznaczenia
- Medal 10-lecia Polski Ludowej (24 stycznia 1955)[4]
- Złota Odznaka honorowa „Za Zasługi dla Warszawy” (1967)[5]